# Hillingdon
Hillingdon là một vùng ngoại ô thuộc Khu Hillingdon của Luân Đôn, nằm cách 22,8 km về phía tây Charing Cross.
Tên gọi Hillingdon ra đời vào năm 1086 trong quyển sách Domesday Book với cách viết là "Hillendone", có nghĩa là "ngọn đồi của người đàn ông tên Hille".
Các khu vực xung quanh bao gồm Cowley, Harefield, Ickenham, Uxbridge, West Drayton, Yiewsley, Hayes và Ruislip.